# Cantón de Saint-Clar
El cantón de Saint-Clar era una división administrativa francesa, que estaba situada en el departamento de Gers y la región de Mediodía-Pirineos.

## Composición
El cantón estaba formado por catorce comunas:
- Avezan
- Bivès
- Cadeilhan
- Castéron
- Estramiac
- Gaudonville
- L'Isle-Bouzon
- Magnas
- Mauroux
- Pessoulens
- Saint-Clar
- Saint-Créac
- Saint-Léonard
- Tournecoupe

## Supresión del cantón de Saint-Clar
En aplicación del Decreto nº 2014-254 de 26 de febrero de 2014, el cantón de Saint-Clar fue suprimido el 22 de marzo de 2015 y sus 14 comunas pasaron a formar parte; trece del nuevo cantón de Fleurance-Lomagne y una del nuevo cantón de Lectoure-Lomagne.